# Данилин, Юрий Николаевич
Юрий Николаевич Данилин (20 октября 1965, Москва, РСФСР, СССР — 8 апреля 2004, станица Шелковская, Чечня, Россия) — оперуполномоченный группы Управления «А» («Альфа») Центра специального назначения ФСБ России, майор. Герой Российской Федерации (2004).

## Биография
Родился в русской рабочей семье. Учился в средней школе № 469, окончил СПТУ № 14 г. Москвы.
В 1983—1985 гг. — на срочной службе в Советской Армии, служил в центре дальней связи «Рубин» (мыс Шмидта). После демобилизации работал на телефонном узле (Москва).
В 1987 году поступил на оперативно-постовую службу в 15-е управление КГБ СССР. В 1993 году перешёл в Управление «А» ЦСН ФСБ России. Участвовал более чем в двадцати спецоперациях в различных регионах страны, в том числе в освобождении заложников в Будённовске и в Театральном центре на Дубровке в Москве.
8 апреля 2004 года в станице Шелковская (Наурский район Чечни) в составе сводной оперативно-боевой группы Данилин участвовал в операции по задержанию Абубакара Висимбаева (клички «Бакр», «Одноглазый Бакар») — террориста, входившего в ближайшее окружение Шамиля Басаева и занимавшегося подготовкой смертниц для различных терактов, в том числе и в Театральном центре на Дубровке в 2002 году. Группа спецназа, в составе которой находился Юрий Данилин, проникла в дом родителей Висимбаева и приступила к досмотру помещений. В ходе него Данилин был смертельно ранен Абубакаром Висимбаевым, выстрелившим в него из автомата (по другой версии — из пистолета Стечкина) из-за занавески в одной из комнат; ответным огнём террорист был уничтожен. Юрия Данилина вытащил из дома его сослуживец Максим Шатунов. Данилину оказали первую помощь, но спасти не смогли: одна из пуль, ударив в бок, прошла через сердце.
Похоронен на Николо-Архангельском кладбище Москвы (участок 75а).
Указом президента России от 17 июня 2004 года за мужество и героизм, проявленные при выполнении специального задания, майору Данилину Юрию Николаевичу было посмертно присвоено звание Героя России.

Могила Данилина на Николо-Архангельском кладбище Москвы.

### Семья
Отец — Николай Афанасьевич Данилин, работал на ЗИЛе.
Мать — Татьяна Романовна, работала на предприятии «Стройдеталь».
- брат — Анатолий (род. 20.10.1965)[2].

Жена — Елена;
- дочь — Мария (род. в 2002)[10][2].

## Награды
- медаль «Золотая Звезда» Героя России (17.6.2004)[2];
- орден Мужества[2];
- медаль ордена «За заслуги перед Отечеством» 2-й степени с мечами[3];
- медаль Суворова[2];
- медаль «За участие в контртеррористической операции»[2].

## Память
- Ежегодно весной в Управлении «А» ЦСН ФСБ России проводится турнир по мини-футболу, посвящённый памяти Ю. Данилина[2].
- Ежегодно 8 апреля воспитанники военно-патриотического клуба ДСЦ «Старт-7» стоят в почётном карауле у могилы Ю. Данилина[11].